# Radwan (biskup poznański)
Radwan (zm. 1172) – biskup poznański prawdopodobnie w latach 1164 do 1172. 
Pochodził prawdopodobnie z rodu Radwanów. W 1153 jest poświadczony jako kanclerz księcia wielkopolskiego Mieszka III Starego w przywileju fundacyjnym opactwa łekneńskiego. Jako biskup poznański w dniu 6 maja 1170 wraz z księciem Mieszkiem ufundował hospicjum przy kościele św. Michała Archanioła w Poznaniu, które w 1187 zostało nadane joannitom. O tej fundacji wspomina dokument jego następcy Benedykta (ok. 1192) oraz Jan Długosz w swoich Rocznikach.
Według Rocznika lubińskiego Radwan objął biskupstwo poznańskie dopiero w 1172 jako następca Cherubina, obecnie jednak uważa się, że w Roczniku pomylono kolejność tych dwóch biskupów.